# جو وينديروث
جو وينديروث (مواليد 1966) كاتب وفنان ومعلم وصانع أفلام أمريكي. أصدر ستة كتب: أربعة كتب شعرية، ورواية رسائلية، وكتاب مقالات. يقوم وينديروث برعاية «دولة المصادرة»، الذي ظهر في مجلة «عملاق» التي تتخذ من بروكلين مقراً لها. كما أنه ينتج «حول بريت فافر»، وهو بودكاست مرتبط بـ «دولة المصادرة».
تم تجسيد عمل وينديروث على نطاق واسع، وتم نشره في مجموعات ودوريات مثل «هاربر»، «الأمة»، «كتاب المرساة للقصص الأمريكية القصيرة الجديدة»، «أفضل شعر أمريكي 2007»، «أفضل المقالات الأمريكية لعام 2008»، «الشعر 180»، «المقال الأمريكي التالي»، قصائد النثر الأمريكية: من بو حتى الوقت الحاضر، «الجسم الكهربائي»، الشعراء الأمريكيون الجدد:«مختارات من رغيف الخبز»، «والشعر الأمريكي: الجيل القادم».
في عام 2003، قامت شركة مسرح الأرنب الأصفر الواحد بتكييف رسائل وينديروث إلى ويندي.
تم إجراء التكيف بواسطة بروس ماكولوتش (من الأطفال في القاعة) وبليك بروكر، وكلاهما لعب دور البطولة أيضًا في الإنتاج.
في عام 2007، قدم وينديروث بالتعاون مع جيببي هاينز (من بوتثول سيرفرز) في بروكلين في غرفة المشروع.
وينديروث أستاذ في برنامج الكتابة الإبداعية للخريجين بجامعة كاليفورنيا في ديفيس.[بحاجة لمصدر]. ولد في الأصل من بالتيمور بولاية ماريلاند، حصل وينروث على درجة الماجستير في إدارة الأعمال من كلية وارن ويلسون.

## قائمة المراجع
- «رسائل إلى ويندي» (مطبعة الآية، 2000)، رواية رسالية

### شعر
- «إذا لم أتنفس كيف أنام» (كتب الموجة، 2014)
- «لا يوجد ضوء حقيقي» (كتب الموجة، 2007)
- «إذا تحدثت» (مطبعة جامعة ويسليان، 2000)
- «التحبب» (إصدارات الخط القصير، 1999)
- «حزن» (مطبعة جامعة ويسليان، 1995)

### مقالات
- «الروح القدس للحياة: مقالات مكتوبة من أجل الذات السرية لجون أشكروفت» (كتب الموجة، 2005)

## روابط خارجية
- Wenderoth's Youtube channel
- Audio files of Wenderoth at archive.org